# اچ‌ام‌اس بونتی
اچ‌ام‌اس بونتی (به انگلیسی: HMS Bounty) یک کشتی بود که طول آن ۹۰ فوت ۱۰ اینچ (۲۷٫۶۹ متر) بود. این کشتی در سال ۱۷۸۰ ساخته شد.